# Gemeinsam stärker – Personal Effects
Gemeinsam stärker – Personal Effects (Originaltitel: Personal Effects) ist ein US-amerikanisches Filmdrama von David Hollander aus dem Jahr 2008.

## Handlung
Der 24-jährige Ringer Walter verlässt sein Nationalteam in Iowa, um zurück in seine Heimatstadt zu reisen und seine Mutter Gloria und seine Nichte zu unterstützen, die nach dem Mord von Walters Zwillingsschwester Annie trauern. Als er mit seiner Mutter eine Therapiegruppe besucht, lernt Walter die Witwe Linda kennen, deren alkoholkranker Ehemann von seinem Freund in einer Bar ermordet wurde. Clay, Lindas taubstummer Sohn, vermisst seinen Vater und verdrängt seine Aggression gegen den Mörder seines Vaters. Linda arbeitet in dem Southside Community Center, wo sie Hochzeiten für Menschen in Not organisiert. Walter und Linda befreunden sich während der Gerichtsverhandlungen und Walter lädt Clay zu einem lokalen Ringertraining ein. Während man auf ein Urteil des Richters wartet, beginnen Walter und Linda eine Affäre miteinander.

## Hintergrund
Der Film wurde in der kanadischen Provinz British Columbia gedreht. Er basiert auf der Geschichte Mansion on the Hill aus dem Roman Demonology von Rick Moody. Seine Premiere hatte er am 12. Dezember 2008 in Iowa City. Die DVD-Veröffentlichung fand am 12. Mai 2009 statt.

## Rezeption
Der Film erhielt insgesamt gemischte bis negative Kritiken. Bei Rotten Tomatoes erhielt der Film eine Wertung von 38 Prozent. Dort lobten Kritiker die Besetzung, bemängelten jedoch Ashton Kutchers schauspielerische Leistung. Benutzer der Website IMDb.com gaben dem Film 6,3 von 10 Sternen.